# 赫尔松战役
赫尔松战役是2022年俄罗斯入侵乌克兰后期间双方所爆发的一次持久交战。俄军从南面通过克里米亚进攻乌克兰赫尔松州。2022年2月24日晚上，俄军试图占领赫尔松市，以确保控制安东诺夫斯基大桥，而这座大桥又为跨越第聂伯河的战略要道，并最终借此向乌克兰重要的枢纽城市尼古拉耶夫推进。
2022年7月开始，乌克兰使用其收到西方军援的美制M142高機動性多管火箭系統和M270多管火箭系統及GMLRS彈藥对占据赫尔松右岸的俄军所依赖的安东诺夫斯基大桥、安东诺夫斯基铁路桥和卡霍夫卡水电站大坝上的公铁路桥进行了精确打击并相继使这几个渡河点无法使用。8月底，乌军在此区域发动了攻势，但乌军随即在吸引俄军兵力增援此战场后出其不意地于哈尔科夫州发动大规模反攻。在俄军于乌俄战场北部的防线于9月崩溃，乌军相继收复库皮扬斯克，伊久姆和利曼等重镇后，乌军又于10月初在赫尔松发动了大规模的攻势。10月3日，俄国防部称“乌军凭借优势坦克部队，突破了俄军在赫尔松北部的防线”。11月9日，俄國防部長紹伊古下令俄軍撤出第聂伯河右岸及赫尔松市。11月11日，烏軍正式收復赫爾松市，歷時8個月又18天的赫爾松戰役正式結束，但仍有部分地區仍在進行戰場清理。俄国防部称俄军在撤退时成功撤走了所有的武器装备，后乌军清理战场时发现仍有被废弃的坦克和弹药库。

## 时间线

### 2022年2月24日－3月2日 第一次赫尔松战役
乌軍机械化部队守住了安東諾夫斯基大橋，迫使俄军向北面推进到离第聂伯河最近的渡口新卡霍夫卡市。25日，俄军占领新卡霍夫卡市。 晚上，俄军占领安东诺夫斯基桥，並於晚上六時佔領赫爾松。2月25日，早上九時，烏軍奪回赫爾松。 2月26日，烏軍防空部隊擊落俄軍一架Su-25和一架Mi-24。27日，烏軍擊退俄軍第二次進攻，並在赫爾松機場附近使用TB2無人機擊中一支俄軍車隊。2月28日，俄軍包圍赫爾松市。
3月1日，俄軍第7空降師和特種部隊攻入赫爾松。次日上午，俄军占领一个火车站和一个河港。赫爾松市長證實市内已經沒有烏軍士兵，並向俄軍投降。不久之后，俄军成功占领赫尔松市。

### 7月19日－8月12日 俄軍佔領與受襲
赫尔松州第聂伯罗河右岸的俄国占领军同其他区域的俄军仅有如下几个永久构筑物连接：
- 安东诺夫斯基公路桥
- 安东诺夫斯基铁路桥
- 卡霍夫卡水电站（有公路和铁路跨过船闸和水坝）

由于俄军第聂伯罗河右岸集团的补给和增援极大程度上依赖这几个过河点，乌克兰在获得了西方盟国提供的M142 HIMARS和M270 MLRS后利用其远程精确打击能力对所有这几个目标发动了袭击。7月19日，乌军首次使用美国提供的M142 HIMARS多管火箭炮发射GPS制导火箭对安东诺夫斯基公路桥发动了打击，至26日使得该桥无法通行。同日，安东诺夫斯基铁路桥亦遭制导火箭击毁。29日，卡霍夫卡水电站船闸上的公路和铁路桥遭到乌军火箭炮袭击，铁路桥被切断。8月10-12日，乌军远程火力再次打击了卡霍夫卡水电站船闸上的公路桥，使其无法使用。自此第聂伯罗河右岸的俄军集团与其余占领区的所有的公路和铁路联系均被切断。
由于所有永久跨河点均遭摧毁，第聂伯罗河右岸的俄军集团陷入被包围的境地，仅能靠渡船维持补给。乌方消息称俄军指挥部已于8月12日撤往第聂伯罗河左岸。
与此同时，俄占赫尔松的合作者称第聂伯河右岸支流因胡莱茨河上的桥梁亦遭到乌军火力打击。如果这些桥梁无法使用，赫尔松右岸俄军集团将被切割为南北两块难以互相支援。

### 8月29日－11月11日 第二次赫尔松战役
2022年8月29日，乌克兰南方战区宣布，乌克兰南部地区的反攻已开始。据称，本次攻势为多方向，包括赫尔松市。8月29日下午，乌克兰南部两个主要的州首府都发生爆炸：被俄羅斯軍隊占领的赫尔松，以及由乌克兰控制，离赫尔松市只有50公里的尼古拉耶夫也被轰炸。乌克兰卡霍夫卡（Kakhovka）作战大队表示，占领赫尔松的俄罗斯第109团正在撤出赫尔松，因为他们的驻扎基地已被海马斯火箭炮所毁。卡霍夫卡部队称，美国提供的海马斯高精度火箭炮系统摧毁了所有赫尔松的连外大桥，包括安东诺夫斯基大桥，安东诺夫斯基铁路桥和新卡霍夫卡水电站船闸上的公铁路桥梁。截至8月30日，据乌克兰方面称，乌军已夺回赫尔松市附近的四个村庄，并突破了俄军的第一道防线。
俄罗斯国防部称，泽连斯基下令乌军从（赫尔松战区）三个方向发动攻击，但乌方“最新一次进攻行动的尝试已经惨败”。事后证实，这是乌克兰的佯攻。待俄军将部队调到此区域后，乌克兰随即于东北部的哈尔科夫州发动了一次成功的大规模反攻并导致俄军东北部战线崩溃，解放了哈尔科夫州全境并将战线推进至卢汉斯克州境内。
在东北部战线击败俄军并相继收复库皮扬斯克，伊久姆和利曼等重镇后，乌军又于10月初在赫尔松战区发动了攻势。10月3日，俄国防部称“乌军凭借优势坦克部队，突破了俄军在赫尔松北部的防线”。10月22日，俄占赫尔松州當局發出呼籲，要求城內所有民眾必須疏散至第聶伯河東岸。
11月9日，面對烏軍強烈攻勢，俄國防部長紹伊古已下令部隊完全撤出第聶伯羅河西岸以及赫爾松市。
11月10日，作为赫尔松反攻的一部分，乌军正式收复了尼古拉耶夫州的斯尼胡里夫卡市。
11月11日，乌军正式收复赫尔松市。